# Крестовникофф, Миранда
Миранда Крестовникофф (англ. Miranda Krestovnikoff, род. 29 января 1973, Бакингемшир) — британская радио- и телеведущая, специализирующаяся на программах по естествознанию и археологии. Она талантливый музыкант, а также квалифицированный дайвер, что дало ей возможность выступать в качестве соведущей в программах с подводной тематикой.

## Образование
Крестовникофф училась в частной школе Эбби в Рединге, Беркшир, а затем поступила в Бристольский университет, чтобы изучать зоологию. Во время учёбы в Бристоле она заинтересовалась созданием фильмов о дикой природе и окружающей среде и получила опыт работы в знаменитом отделе естественной истории BBC.

## Ведущая программ по естествознанию
После окончания университета Крестовникофф работала на BBC и в различных компаниях Бристоля, занимающихся производством фильмов о дикой природе, и достигла должности исследователя. Её первая роль ведущей была в программе телеканала Fox Television «World Gone Wild» в 1999 году.
С 2000 года она представила ряд программ в области дайвинга. «Водные воины» — детская постановка Карлтона, посвящённая морской среде. Затем Миранда Крестовникофф работала экспертом по домашним животным в детском телешоу SMILE, а в 2003–2004 годах — в сериале телеканала Channel 4 «Детективы крушений». Продолжая тему истории/археологии, Крестовникофф представила сериал BBC2 «Скрытое сокровище» (англ. Hidden Treasure). Крупным проектом лета 2004 года стал проект телеканала UKTV History/Anglia Television «След времени», посвящённый местной истории в регионе Восточной Англии.
Крестовникофф была одной из пяти ведущих сериала «Побережье» на канале BBC2, впервые показанного в 2005 году, что привлекло к ней большее внимание общественности. Подробно исследовалось побережье Британии, её природная и человеческая история, причём Крестовникофф представляла раздел по естествознанию в каждом эпизоде. Летом 2005 года Крестовникофф снималась для BBC2 и Открытого университета в фильме под названием «Загадки истории». Она является постоянным репортёром The One Show.
Крестовникофф также является страстным защитником морской среды и выступает на канале The Underwater Channel с докладами о работе благотворительных организаций по защите морской среды и дикой природы совместно с другими ведущими, такими как Монти Холлс.
Помимо работы на телевидении, Крестовникофф вела утреннюю программу на BBC Radio 3, пишет статьи для журнала Diver и занимается публичными выступлениями. Иногда она ведёт программу «Твит дня» на Radio Four, как, например, 11 июня 2013 года, когда она представила программу о малом буревестнике.
Кроме того, Крестовникофф также талантливый музыкант, играющая на флейте в оркестре New Bristol Sinfonia. В 1994 году она создала собственный хор а капелла PARTSONG, которым руководила в течение восьми лет.

## Благотворительность
Крестовникофф активно поддерживает благотворительные организации по охране природы и перечисляет несколько из них на своём личном веб-сайте, включая Wildfowl & Wetlands Trust и Ape Action Africa. В октябре 2013 года она была избрана президентом Королевского общества защиты птиц, сменив на этом посту Кейт Хамбл.

## Личная жизнь
Она вышла замуж за Николаса Крестовникофф в 1998 году и живёт недалеко от Бристоля со своим сыном и дочерью и десятью курами. Ей нравятся дайвинг, парусный спорт, плавание в дикой природе, верховая езда, кемпинг, езда на велосипеде и садоводство.